# Paul Radakovics
Paul Johann Radakovics (* 25. Dezember 1988 in Oberwart) ist ein österreichischer Basketballspieler.

## Laufbahn
Radakovics spielte in den Altersklassen U16, U18 und U20 für Österreichs Nationalmannschaften. Bei der U18-B-Europameisterschaft 2006 war er mit einem Punkteschnitt von 13,6 pro Spiel zweitbester Korbschütze der Österreicher. Zwei Jahre später führte Radakovics die U20-Auswahl bei der B-EM mit 17,4 Punkten pro Partie an.
Auf Vereinsebene schaffte er bei den Oberwart Gunners den Sprung in die Bundesliga und gehörte bis 2010 zum Kader, blieb jedoch Ergänzungsspieler. Das war ebenso der Fall, als er im Spieljahr 2010/11 in Diensten des Bundesligisten WBC Wels stand. 2011 wechselte er zu den BSC Fürstenfeld Panthers, spätestens in seinem zweiten Jahr dort gelang ihm der Bundesliga-Durchbruch, als Radakovics je Begegnung im Durchschnitt 7,6 Punkte, 1,9 Rebounds und 1,8 Korbvorlagen gelangen.
2013 schloss er sich dem UBC St. Pölten an und schraubte seinen Punktedurchschnitt pro Partie in der Bundesliga-Saison 2013/14 auf 11,7 hoch. Im Spieljahr 2014/15 spielte er mit St. Pölten in der 2. Bundesliga und erzielte dort 9,8 Punkte je Begegnung.
2015 kehrte er nach Fürstenfeld und damit in die Bundesliga zurück. In der Sommerpause 2018 wechselte er innerhalb der Spielklasse zu BC Hallmann Vienna.